# رود شمکر
رود شمکور (به ترکی آذربایجانی: Şəmkirçay) یکی از رودخانه‌های واقع در شمال‌غربی جمهوری آذربایجان است که یکی از ریزابه‌های رودخانه کورا به‌شمار می‌رود.

## بررسی کلی
سرشاخه آن در ارتفاعات شهرستان گدابیگ شروع و در شهرستان شمکور به رود کورا می‌پیوندد و به پایان می‌رسد. دولت جمهوری آذربایجان یک تونل ناوبری آب روی رودخانه برای اهداف آبیاری ساخته است که ۸۸۵ متر (۲٬۹۰۴ فوت) درازا دارد.